# Bleke schubwortel
De bleke schubwortel (Lathraea squamaria) is een plant uit de bremraapfamilie (Orobanchaceae). De soort staat op de Nederlandse Rode lijst van planten als zeer zeldzaam en stabiel of iets in aantal toegenomen. De plant komt voor in Europa en Azië.
De bleke schubwortel parasiteert op loofbomen en struiken, vooral op hazelaar en iep door wortelsappen op te zuigen. De witachtige vertakte wortelstokken zijn bedekt door dikke vlezige schubben met daarin onregelmatige putjes. In deze putjes zitten harde haren die waarschijnlijk een rol spelen bij het aftappen van de in het voorjaar koolhydraatrijke sapstroom van de gastplant. De waardplant ondervindt weinig last van dit parasitisme omdat de bloei en de vruchtzetting gedurende de lentesapstroom plaatsvinden en het bovengrondse gedeelte van de parasiet daarna afsterft.
De kortgesteelde bloemen, die 1,5-2 cm lang zijn, zitten in een dichte eenzijdige tros aan de 8-30 cm lange stengel. De bloem is wit of roze en de bloemstengel is bleek rozerood. De vrucht is een doosvrucht met veel fijne zaden. De bloeiwijze komt niet altijd boven de grond uit. Er vindt dan zelfbevruchting plaats in gesloten blijvende zogenoemde cleistogame bloemen.
In Nederland is de soort zeer zeldzaam in Zuid-Limburg. Ze was daar in 1930 voor het laatst gevonden maar werden in jaren 2000 met succes geherintroduceerd. In België komt de plant zeldzaam verspreid voor in vooral de kalkstreek.

## Afbeeldingen

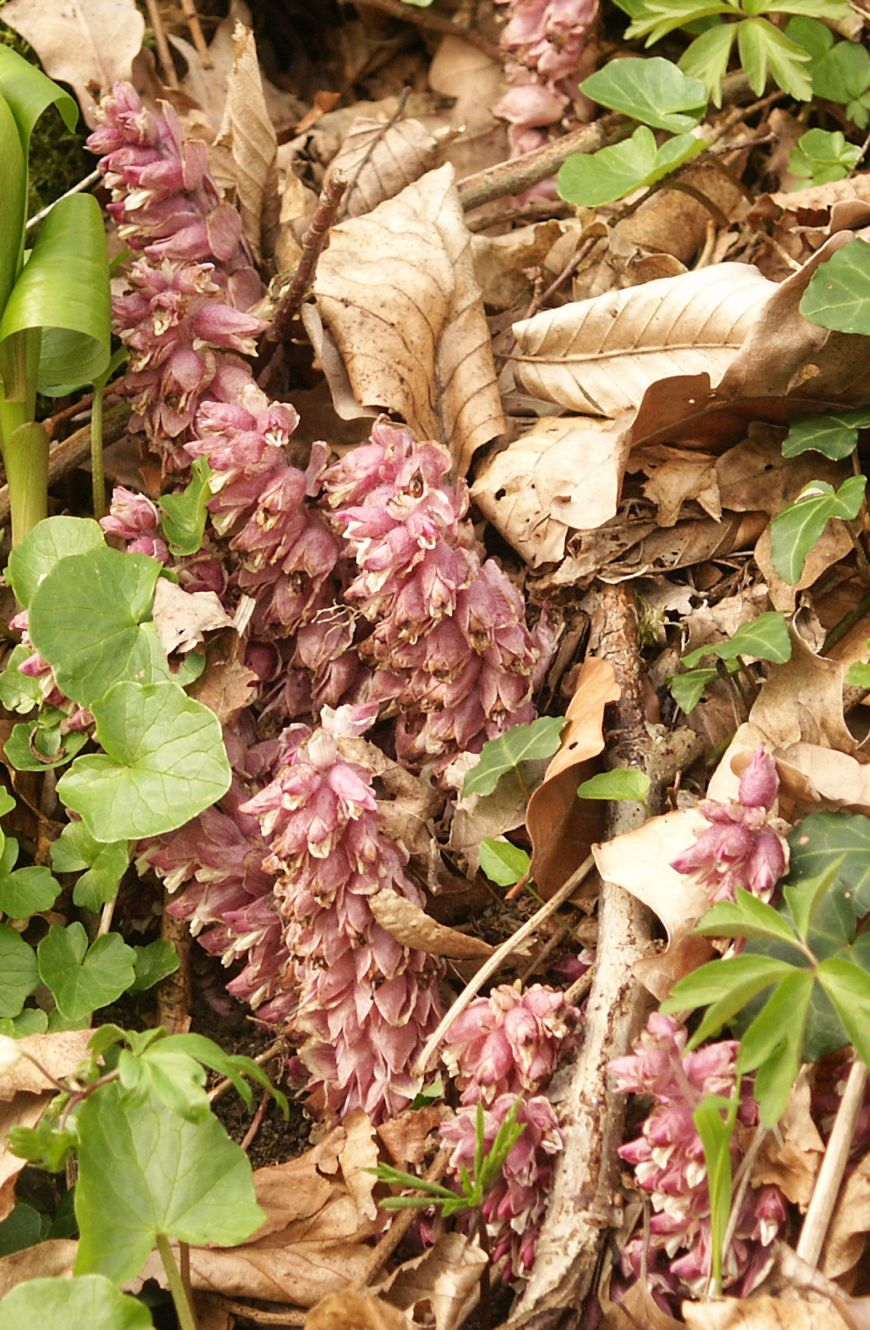
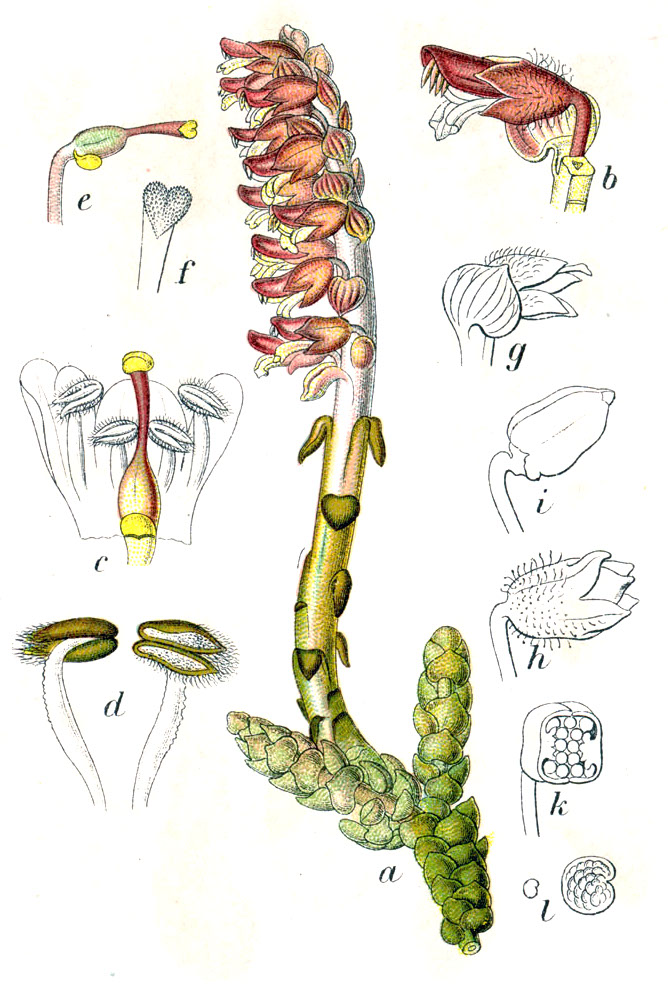
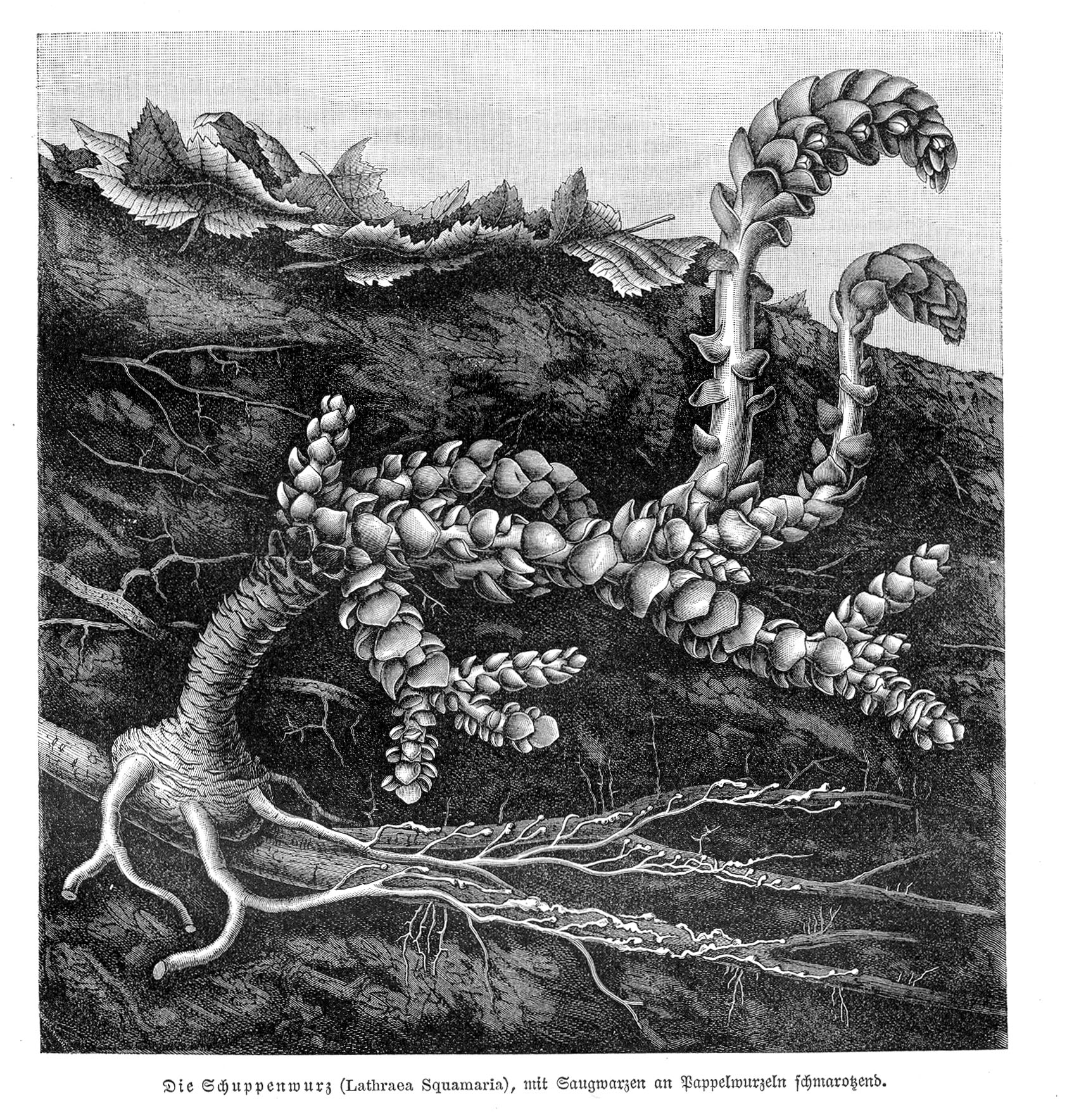